# 蔡州 (东魏)
蔡州，中国南北朝时设置的州。
东魏将夺得南梁的土地设置蔡州。治所在鲖阳县新蔡城（今河南省新蔡县），蔡州下辖新蔡郡、汝南郡。新蔡郡下辖南赵县、新蔡县，治所在四望城；汝南郡下辖新息县、南顿县，治所在白马涧。北齐时州郡全部被废。